# Heinrich I. (Meißen)

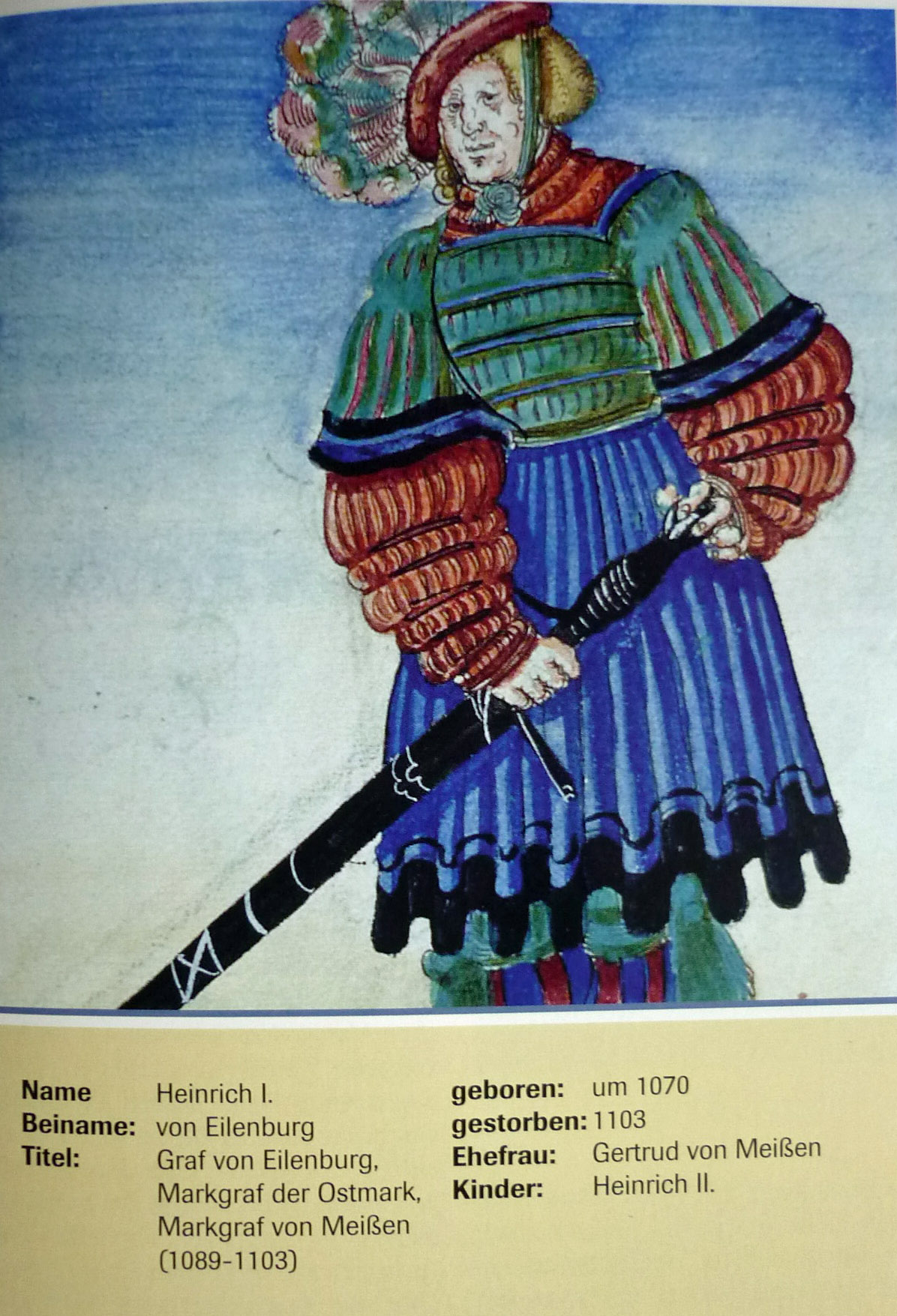
Heinrich I. von Eilenburg

Markgraf Heinrich I., genannt der Ältere (* um 1070; † 1103) aus dem Adelsgeschlecht der Wettiner war Graf auf der Eilenburg, ab 1081 Markgraf der Lausitz und ab 1089 Markgraf von Meißen. Er war der erste Wettiner, der die Mark Meißen vom Kaiser als Lehen bekam, die dann langfristig in den Händen dieser Dynastie verblieb und zur Hausmacht ausgebaut wurde.

## Leben
Heinrich wurde um 1070 als Sohn des Grafen Dedo II. von Wettin, Markgraf der Lausitz, und seiner zweiten Ehefrau Adela von Brabant (Witwe des Markgrafen Otto von Orlamünde-Meißen, † 1067) geboren. Im Jahr 1075 kam er durch den missglückten Aufstand seines Vaters Dedo II. in Geiselhaft des Kaisers Heinrich IV. Dieser belehnte ihn 1081 mit der Lausitz. Nach dem Tod seines Vaters, 1075, wurde er, als einziger überlebender Sohn, zu dessen Erben in der Markgrafschaft Lausitz, nachdem Heinrich IV. sie erst König Vratislaw von Böhmen zugesprochen hatte. Heinrich I. galt als wichtige Stütze von Heinrich IV. im Reich. Als Dank wurde er 1089 noch mit der Markgrafschaft Meißen belehnt, womit erstmals ein Angehöriger des Hauses Wettin diesen Landstrich regierte. Verehelicht war er mit Gertrud der Jüngeren von Braunschweig, der Tochter des Markgrafen Ekbert I. von Meißen. Aus dieser Ehe ging nur der Sohn Heinrich II. der Jüngere hervor. Heinrich I. fiel im Kampf gegen die Elbslawen an der Neiße.